# Radu Banciu
Radu Banciu (Nagyselyk, 1970. március 16. –) román újságíró.

## Életrajz
Medgyesen nőtt fel, később Marosvásárhelyre költözött. A kolozsvári Babeș–Bolyai Tudományegyetemen elvégezte a Bölcsészettudományi Kart. 1998-ban Bukarestben, sportújságíróként kezdte pályafutását. A nyomtatott sajtó mellett a televízióban is dolgozott, labdarúgás mellett például 1998–2008 között a Tour de France-t közvetítette az Eurosporton. 2011-től a B1 TV-n vezet műsort.
2016. október 2-án a Lumea lui Banciu című műsorban a kvóta-népszavazás kapcsán tett „a magyaroknak menekült népként semmi keresnivalójuk Európában, hiszen nem európaiak, nyelvük sem tekinthető annak” kijelentése miatt 25 ezer lejes pénzbüntetésre ítélte a romániai Országos Audiovizuális Tanács a B1 TV-t.